# パレードに雨を降らせないで
「パレードに雨を降らせないで」（パレードにあめをふらせないで、原題: "Don't Rain On My Parade"）は、1964年のミュージカル『ファニー・ガール』のポピュラーソングである。また、1968年の映画版でも歌われた。作曲はBob Merrillおよびジューリー・スタイン。映画版ならびに舞台版ではバーブラ・ストライサンドがこの曲を担当し、最も熱を帯びた第一幕の終わりの曲としてしばしば引用される。ストライサンドの代表曲の一つとなっており、カムバックツアー『Barbra Streisand: The Concert Tour』（1993年-1994年）や『Timeless Live In Concert Tour』（1999年-2000年）、『Streisand: The Tour』（2006年-2007年）を含む多くの機会に歌われている。
この曲のインスツルメンタルは、舞台、映画、ストライサンドの2006-2007ツアーの序曲中で聴くことができる。テレビドラマ『glee/グリー』第1シーズン第13話「あなたなしでは…（原題: Sectionals 地区大会）」においても使用され、登場人物のレイチェル・ベリー（リア・ミシェル）がグリークラブ地区大会で歌った。また、同作第5シーズン第9話「友情と裏切り（原題: Frenemies）」ではサンタナ・ロペス（ナヤ・リヴェラ）が歌っている。

## リプリーズ版
歌詞の異なるリプリーズ版があり、舞台のフィナーレで披露される。この曲は映画ではカットされている。ストライサンドは、2006/2007ツアーの間のアンコールとしてオリジナルブロードウェイ版以来初めてリプリーズ版を披露した。

## バーブラ・ストライサンド版
- "Don't Rain On My Parade" from "Funny Girl: Original Broadway Cast Recording" (1964) - 2:46
- "Don't Rain On My Parade (Reprise)" from "Funny Girl: Original Broadway Cast Recording" (1964) - 2:07
- "Don't Rain On My Parade" from "Funny Girl: Original Soundtrack Recording" (1968) - 2:45
- "Don't Rain On My Parade" (Live) from "Live Concert At The Forum" (1972) - 2:39
- "Don't Rain On My Parade" (Live) from "Barbra Streisand ... and Other Musical Instruments" (1973) - 2:38
- "I'm Still Here/Everybody Says Don't/Don't Rain On My Parade" (Live) from "Barbra: The Concert" (1994) & "The Concert: Highlights" (1995) - 4:26
- "I'm The Greatest Star/Second Hand Rose/Don't Rain On My Parade" (Live) from "Timeless: Live in Concert" (2000) - 5:25
- "Don't Rain On My Parade (Live)" from "Live In Concert 2006" (Target Exclusive Version Only) (2007) - 2:57
- "Don't Rain On My Parade (Reprise)" from "Live In Concert 2006" (2007) - 3:31

## カバー版
この楽曲は多くのアーティストによってカバーされており、ボビー・ダーリン（1966年）、シャーリー・バッシー（1965年）、ジャパン（1978年）、Only Men Aloud!（2008年）によるカバーがよく知られている。ダーリン版は映画『アメリカン・ビューティー』や、『キャッチ・ミー・イフ・ユー・キャン』の予告編で使用された。
ロビン・ウィリアムズは『ミセス・ダウト』で、ストライサンドに扮してこの曲を歌った。
ジュディ・ガーランド、ライザ・ミネリ、ダイアナ・ロスもライブで披露した。
『ファミリー・ガイ』のエピソード「Mind Over Murder」で登場人物のロイス・グリフィンがこの曲の一部を歌った。
映画『コニー&カーラ』でコニーとカーラ（トニ・コレットとニア・ヴァルダロス）によって披露された。
トニー賞受賞者イディナ・メンゼルは、ケネディー・オナーズ・コンサートでこの曲を歌った。
アンドルー・ロイド・ウェバー版『オズの魔法使い』のドロシー役を選ぶイギリスのオーディション番組『Over the Rainbow』においてThe Dorothysによって披露された。
ミレイユ・マチューは2006年の映画およびアルバムでこの曲を披露した。
ジャパンは1978年のデビューアルバム『果てしなき反抗 Adolescent Sex』でこの曲をカバーした。

### 『glee/グリー』版
レイチェル・ベリー役のリア・ミシェルは、2009年12月9日に放映されたTVドラマ『glee/グリー』のエピソード「あなたなしでは…（原題: Sectionals 地区大会）」においてこの曲を披露した。
このカバー版はダウンロードシングルとしてリリースされ、サウンドトラックアルバム『グリー 踊る♪合唱部!? 〈シーズン1〉 Volume 2』に収録された。カナダでは59位、アメリカでは53位にチャートインした。登場人物のレイチェルは、2012年5月1日に放映されたエピソード『プレッシャー Choke』においても、NYADAのオーディションの場面でこのパフォーマンスを披露した。
ミシェルはGleeキャストによる『Glee Live! In Concert!』ツアーでもこの曲を披露した。後にこのライブ版は映画『glee/グリー ザ・コンサート 3Dムービー』にも使用された。ミシェルは2010年6月13日の第64回トニー賞でもこの曲を披露した。
第5シーズン第9話「友情と裏切り（原題: Frenemies）」ではサンタナ・ロペス役のナヤ・リヴェラによってこの曲がカバーされた。こちらのバージョンもダウンロードシングルとしてリリースされている。